# Spencer Bachus

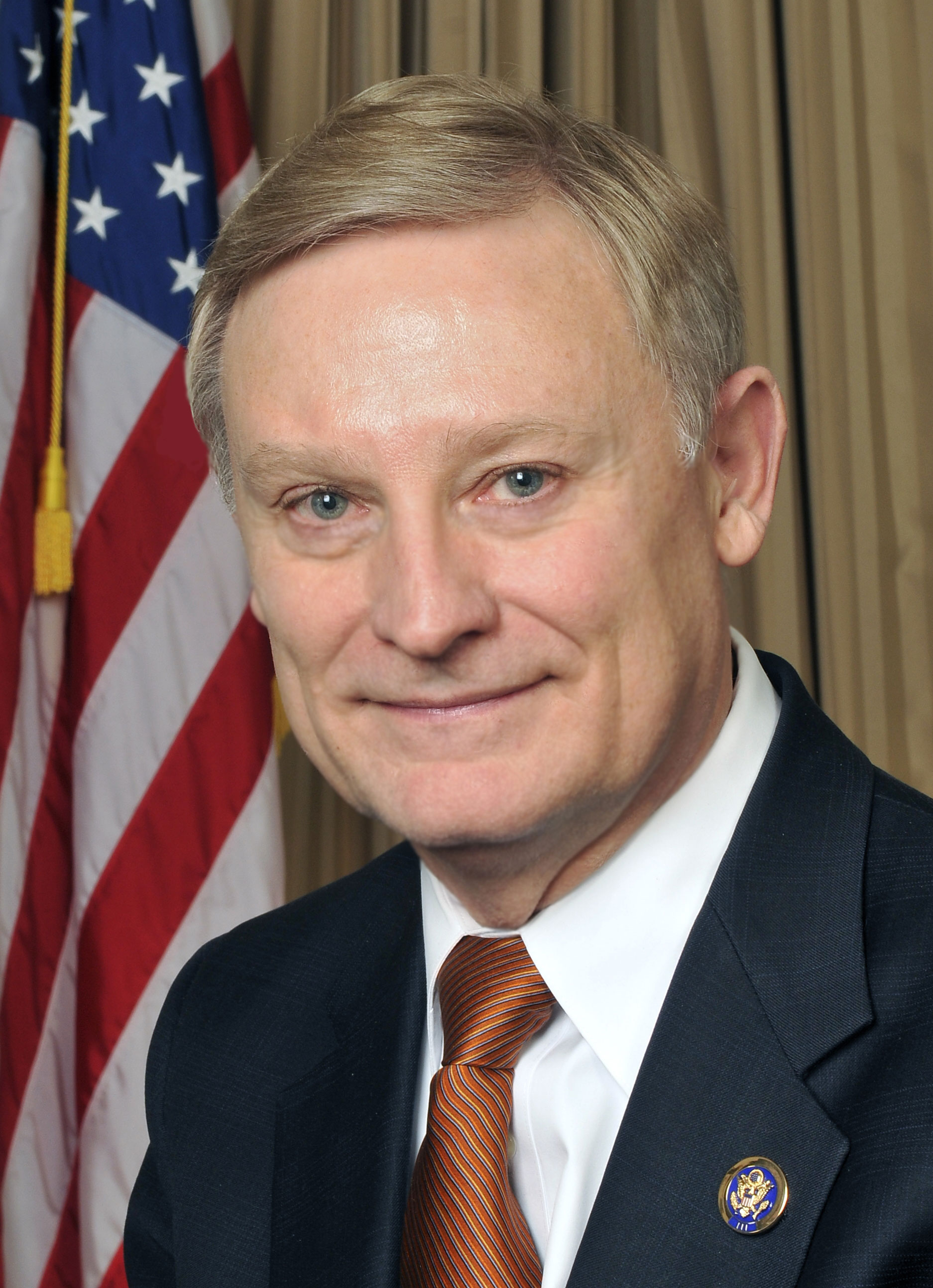
Spencer Bachus

Spencer Thomas Bachus III. (* 28. Dezember 1947 in Birmingham, Alabama) ist ein US-amerikanischer Rechtsanwalt und Politiker (Republikanische Partei).

## Werdegang
Spencer Bachus graduierte 1969 an der Auburn University mit einem Bachelor of Arts und 1972 an der juristischen Fakultät der University of Alabama in Tuscaloosa mit einem Juris Doctor. Ferner war er zwischen 1969 und 1971 in der National Guard tätig. Er betrieb bis 1992 eine eigene Anwaltspraxis und ein eigenes Sägewerk.
Bachus verfolgte ebenfalls eine politische Laufbahn. Er saß zwischen 1983 und 1984 im Senat von Alabama. Danach war er zwischen 1984 und 1987 Abgeordneter im Repräsentantenhaus von Alabama. Bachus war zwischen 1987 und 1991 Mitglied des Alabama Board of Education. In dieser Zeit hatte er zwischen 1991 und 1992 den Vorsitz über das Alabama Republican Executive Committee. Er wurde in den 103. US-Kongress gewählt und in die zehn nachfolgenden US-Kongresse wiedergewählt. Bachus gehörte dem Repräsentantenhaus der Vereinigten Staaten vom 3. Januar 1993 bis zum 3. Januar 2015 an.